# مونتالتو پاوزه
مونتالتو پاوزه (به ایتالیایی: Montalto Pavese) یک کومونه در ایتالیا است که در استان پاویا واقع شده‌است. مونتالتو پاوزه ۱۹٫۱ کیلومترمربع مساحت و ۹۴۱ نفر جمعیت دارد.